# Abolitionismus (Tierrechte)
Abolitionismus (von englisch abolition „Abschaffung“, „Aufhebung“) bezeichnet eine Richtung innerhalb der Tierrechtsbewegung, deren Vertreter jegliche Ausnutzung von empfindungsfähigen Lebewesen durch den Menschen ablehnen. Dem Abolitionismus liegt die Logik zugrunde, dass alle empfindungsfähigen Lebewesen das grundlegende Recht teilen, nicht als Eigentum eines anderen behandelt zu werden.
Abolitionismus bezeichnet ursprünglich eine Bewegung zur Abschaffung der Sklaverei. Der Begriff wurde auf Tierrechte erweitert und bezieht sich in diesem Kontext nicht nur auf die Abschaffung der Inhaberschaft von Menschen, sondern auch von „nicht-menschlichen Tieren“.

## Theorien
Bekannte Vertreter des Abolitionismus sind die Philosophen Tom Regan und Gary L. Francione.
Regan formulierte erstmals 1983 eine Theorie des Abolitionismus. In seinem Buch The Case for Animal Rights argumentiert Regan, dass Lebewesen einen Wert besitzen, unabhängig von ihrer Fähigkeit zu leiden. Er erkennt explizit an, dass es einer Abschaffung der Nutzung von Tieren bedarf, im Gegensatz zu einer Anpassung der Bedingungen.
Francione knüpft an Regans Standpunkt an, vertritt allerdings stellenweise eine andere Position. Während Regan argumentiert, dass das Interesse eines Menschen das eines Tieres übertreffen könne aufgrund des größeren Potentials für zukünftige Zufriedenheit, vertritt Francione den Standpunkt, dass kein Interesse eines empfindsamen Lebewesens das eines anderen übertreffen sollte.

## Grundprinzipien nach Francione
Nach Francione folgt der Abolitionismus sechs Prinzipien:
1. Abolitionismus lehnt die Ausbeutung von empfindungsfähigen Lebewesen ab und tritt dafür ein, dass alle empfindsamen Lebewesen das elementare Recht haben, nicht als Eigentum anderer behandelt zu werden
2. Abolitionismus lehnt reformistische Ansätze ab und unterstützt keine Kampagnen, welche lediglich auf Verbesserungen in der Tierhaltung abzielen
3. Abolitionismus sieht Veganismus als moralisches Gebot
4. Das einzige Charakteristikum, das für eine komplette Mitgliedschaft in der moralischen Gemeinschaft erforderlich ist, ist Empfindungsvermögen
5. Abolitionismus lehnt alle Formen von Diskriminierung ab
6. Abolitionismus fördert Gewaltlosigkeit

## Abgrenzung zum Reformismus
Als Reformismus wird eine Richtung innerhalb der Tierrechtsbewegung bezeichnet, die Tierschutz betreibt, um Tieren in Gefangenschaft ein artgerechteres Leben zu ermöglichen.
Abolitionisten sehen in diesen Bestrebungen einen falschen Ansatz: dadurch werde Speziesismus legitimiert und suggeriert, dass die Behandlung von Tieren als Eigentum akzeptabel sei; somit werde die gesellschaftliche Akzeptanz der Tiernutzung gestärkt und eine Verlängerung der Nutzung von Tieren begünstigt. In diesem Sinne wird auch der Vegetarismus abgelehnt.
Vom reformistischen Standpunkt aus wird dem Abolitionismus vorgeworfen, dass eine sofortige Abschaffung der Tierhaltung unrealistisch sei. Gleichwohl finden sich auch im Abolitionismus schrittweise Ansätze, die etwa auf die sukzessive Abschaffung verschiedener Haltungsarten abzielen, z. B. die Abschaffung von Tierdressuren in Zirkussen oder die Beendigung von Robbenjagden.

## Strategie
Abolitionisten sind sich nicht einig über die Strategie, mit der Abolition erreicht werden soll. Während einige Abolitionisten, wie der Rechtsprofessor Gary Francione, argumentieren, dass Abolitionisten das Bewusstsein für die Vorteile des Veganismus schärfen sollten (wobei auch die gesundheitlichen und ökologischen Vorteile hervorgehoben werden sollten) und die Menschen darüber aufklären sollten Veganismus ist ein moralischer Imperativ, andere denken, dass Abolitionisten die Forderung in der Gesellschaft äußern sollten Die Ausbeutung von Tieren sollte verboten werden und eine gesellschaftliche Debatte zu diesem Thema führen. Dabei sollten keine Umwelt- oder Gesundheitsargumente verwendet werden.